# District de Nanguan
« Nanguan » redirige ici. Pour les autres significations, voir Nanyin.
Le district de Nanguan (南关区 ; pinyin : Nánguān Qū) est une subdivision administrative de la province du Jilin en Chine. Il est placé sous la juridiction de la ville sous-provinciale de Changchun. Le district s'étend sur 497 km² et compte 610 000 habitants (2004). Il couvre la partie sud-est de la ville et de la banlieue de Changchun.